# Coenotephria vartianata
Coenotephria vartianata är en fjärilsart som beskrevs av Edward P. Wiltshire 1970. Coenotephria vartianata ingår i släktet Coenotephria och familjen mätare. Inga underarter finns listade i Catalogue of Life.